# Федорівка (Вінницький район)
Фе́дорівка — село в Україні, у Вороновицькій селищній громаді Вінницького району Вінницької області. Населення становить 146 осіб. Уродженцем села є герой Визвольних змагань, один з організаторів загонів Вільного козацтва Отаман Вогонь (Ничипір Горбатюк) (1891—1972).
Неподалік від села на території Тиврівського лісництва знаходяться ботанічні пам'ятки природи місцевого значення Бук європейський та Тиврівські буки.